# Kings Row
 Kings Row és una pel·lícula estatunidenca dirigida per Sam Wood, estrenada el 1942.

## Argument[1]
Melodrama que narra la història d'una ciutat, King's Row, a finals del segle xix. La pel·lícula és composta de tres parts, explica la vida de cinc nens i els seus esforços per tirar endavant.

## Repartiment
- Ann Sheridan: Randy Monaghan
- Robert Cummings: Parris Mitchell
- Ronald Reagan: Drake McHugh
- Betty Field: Cassandra Tower
- Charles Coburn: Dr. Henry Gordon
- Claude Rains: Dr. Alexander Tower
- Judith Anderson: Mrs. Harriet Gordon
- Nancy Coleman: Louise Gordon
- Kaaren Verne: Elise Sandor
- Maria Uspénskaia: Madame von Eln
- Harry Davenport: Coronel Skeffington
- Ernest Cossart: Pa Monaghan
- Minor Watson: Sam Winters
- Ann E. Todd: Randy Monaghan
- Ludwig Stossel: Professor Berdorff
- Ilka Grüning: Anna

I, entre els actors que no surten als crèdits :
- Walter Baldwin: Adjunt de policia
- Fred Kelsey: Bill Hockinson

## Premis i nominacions

### Nominacions
- 1943: Oscar a la millor pel·lícula
- 1943: Oscar al millor director per Sam Wood
- 1943: Oscar a la millor fotografia per James Wong Howe